# Имало едно време на Запад
„Имало едно време на Запад“ (на английски: Once Upon a Time in the West и на италиански: C'era una volta il West) е италиано-американски спагети-уестърн на режисьора Серджо Леоне.

## История на филма
Действието се развива около пристигането на железницата в Аризона.

## В ролите
| Актьор            | Роля                    |
| ----------------- | ----------------------- |
| Хенри Фонда       | Франк                   |
| Чарлс Бронсън     | „Хармоника“             |
| Клаудия Кардинале | Джил Макбейн            |
| Джейсън Робардс   | Мануел „Шайен“ Гутиерес |
| Габриеле Ферцети  | Мистър Мортън           |
| Джак Елам         | Снейки, втори стрелец   |
| Паоло Стопа       | Сам, кучияшът           |

## Стил
Филмът се отличава от други Уестърни с бавното темпо, концентрирайки се на емоциите и ритуалите преди престрелките.

## Телевизионен дублаж
Филмът се излъчва по Нова Телевизия на 19 декември 1998 г. от екип в състав:
| Преводач           | Живко Тодоров                                                          |
| Редактор           | Ралица Ботева                                                          |
| Тонрежисьор        | Борис Драганов                                                         |
| Видеооператор      | Силвана Георгиева                                                      |
| Озвучаващи артисти | Ани Василева Борис Чернев Станислав Пищалов Калин Сърменов Васил Бинев |

През 2002 г. е дублиран в „Диема Вижън“. Екипът се състои от:
| Превод             | Даниела Славчева                                                    |
| Тонрежисьор        | Димитър Кръстев                                                     |
| Озвучаващи артисти | Милена Живкова Георги Георгиев-Гого Светозар Кокаланов Борис Чернев |